# Zhaneta Ilieva
Zhaneta Ilieva (née le 3 octobre 1984 à Veliko Tarnovo) est une gymnaste rythmique bulgare.

## Biographie
Zhaneta Ilieva fait partie de l'équipe de Bulgarie terminant septième des Jeux olympiques d'été de 2000 à Sydney. Vice-championne du monde par équipe en 2003, elle remporte aux Jeux olympiques d'été de 2004 à Athènes la médaille de bronze par équipe avec Eleonora Kezhova, Zornitsa Marinova, Kristina Rangelova, Galina Tancheva et Vladislava Tancheva.

## Palmarès

### Jeux olympiques
- Athènes 2004
  -  médaille de bronze par équipe.

### Championnats du monde
- Budapest 2003
  -  médaille d'argent par équipe.